# Estheria petiolata
Estheria petiolata là một loài ruồi trong họ Tachinidae.